# COVID-19-Pandemie in Andorra

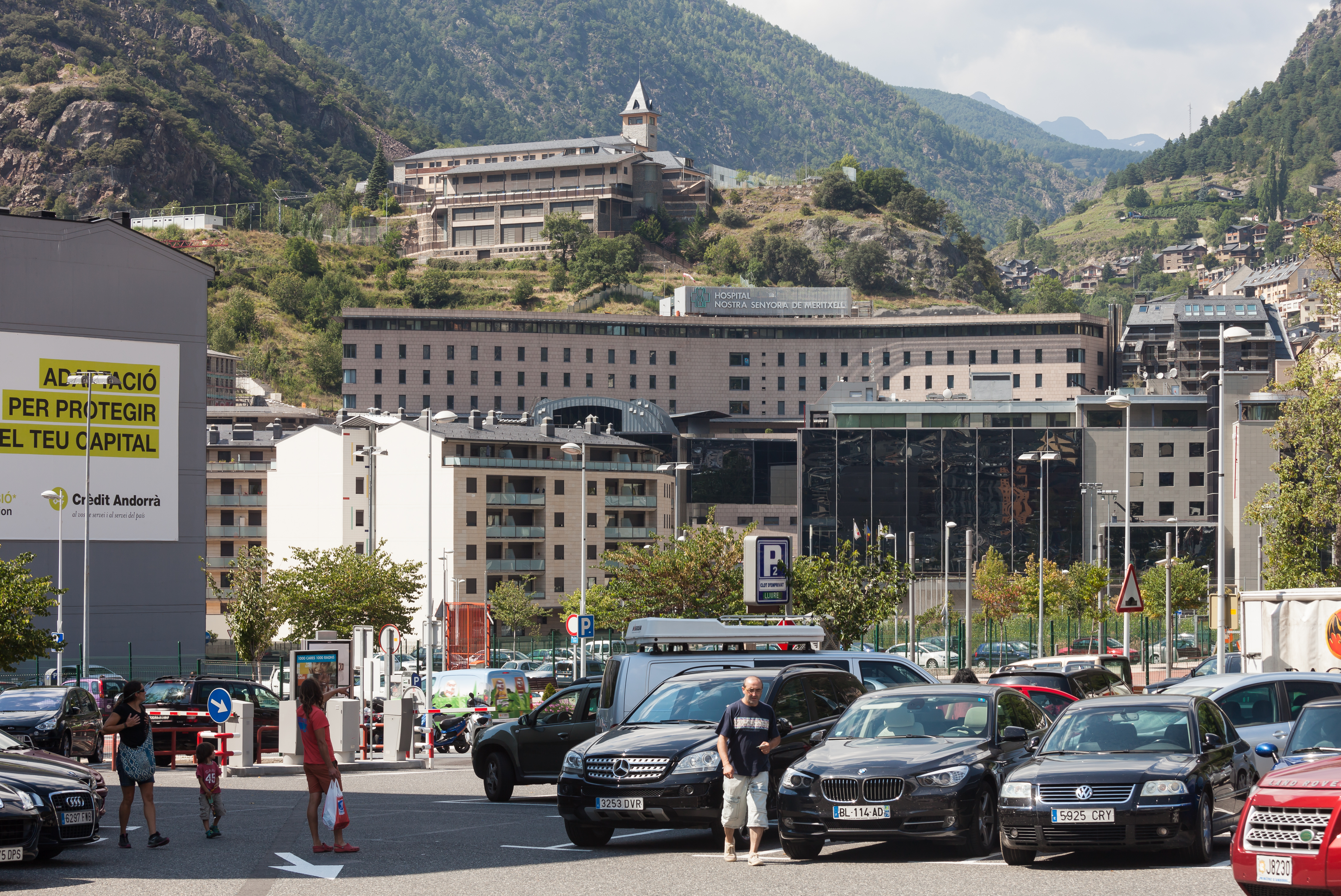
Hospital Nostra Senyora de Meritxell in Andorra

Die COVID-19-Pandemie in Andorra tritt als regionales Teilgeschehen des weltweiten Ausbruchs der Atemwegserkrankung COVID-19 auf und beruht auf Infektionen mit dem Ende 2019 neu aufgetretenen Virus SARS-CoV-2 aus der Familie der Coronaviren. Die COVID-19-Pandemie breitet sich seit Dezember 2019 von China ausgehend aus. Ab dem 11. März 2020 stufte die Weltgesundheitsorganisation (WHO) das Ausbruchsgeschehen des neuartigen Coronavirus als Pandemie ein.

## Verlauf

### März 2020
Am 2. März 2020 wurde in Andorra erstmals eine COVID-19-Infektion bestätigt. Schon zuvor hatte die Angst vor der Krankheit Auswirkungen auf das Land und es wurden Vorbereitungen getroffen.
Die Schulen des Landes wurden am 16. März von der Regierung geschlossen. Kulturelle Aktivitäten wurden ebenfalls eingestellt. In einer Ansprache am 13. März 2020 kündigte der Regierungschef Xavier Espot Zamora die Schließung aller öffentlichen Einrichtungen mit Ausnahme der systemrelevanten Unternehmen und Betriebe an. Am folgenden Tag fanden bereits keine Feierlichkeiten mehr zum Verfassungstag statt. Das Reisen wurde ebenfalls stark eingeschränkt und nur für medizinische Zwecke oder zur Besorgung von Vorräten erlaubt. Der Verkauf von Alkohol und Tabak wurde für Touristen verboten und auch für Einwohner stark eingeschränkt.

### Bestätigte Fälle

Bestätigte Infizierte in Andorra nach Daten der WHO. Oben kumuliert, unten Tageswerte

### Todesfälle

Bestätigte Todesfälle in Andorra nach Daten der WHO. Oben kumuliert, unten Tageswerte

## Statistik